# Chloroscombrus chrysurus
Chloroscombrus chrysurus är en fiskart som först beskrevs av Carl von Linné 1766.  Chloroscombrus chrysurus ingår i släktet Chloroscombrus och familjen taggmakrillfiskar. Inga underarter finns listade i Catalogue of Life.